# 1884年德國聯邦選舉

選舉地圖

聯邦選舉於1884年10月28日在德國舉行。中央黨仍然是德國國會中最大的政黨，在397個席位中佔有99個席位。選民投票率為60.5%。